# Nouvelle-Zélande aux Jeux paralympiques d'hiver de 2022
La Nouvelle-Zélande participe aux Jeux paralympiques d'hiver de 2022 à Pékin en Chine du 4 au 13 mars 2022. Il s'agit de sa douzième participation à des Jeux d'hiver.
La délégation est composée de trois skieurs alpins accompagnés de sept autres personnes : Jane Stevens est nommée chef de mission avec Lynette Grace comme chef de mission adjointe, Ben Adams est l’entraîneur-chef avec Scott Palmer comme entraîneur adjoint. Les autres membres du personnel de soutien comprennent Bruce Hamilton (responsable médical), Graeme White (kinésithérapeute) et Curtis Christian (technicien équipement).

## Médaillés
| Sport                  | Discipline                    | Athlète(s)   | Performance | Date   |
| Médailles d’or: 1      |                               |              |             |        |
| Ski alpin              | Hommes assis - Descente       | Corey Peters | 1:16.73     | 5 mars |
| Médailles d’argent: 1  |                               |              |             |        |
| Ski alpin              | Hommes assis - Super-G        | Corey Peters | 1:10.16     | 6 mars |
| Médailles de bronze: 1 |                               |              |             |        |
| Ski alpin              | Hommes debout - Super combiné | Adam Hall    |             | 7 mars |

## Compétition

### Ski alpin
Adam Hall (LW1) est déjà deux fois médaillé d'or paralympique avec un total de quatre Jeux paralympiques d'hiver. Diagnostiqué à la naissance avec un spina bifida, il concourt toutefois debout en étant capable de marcher. Après sa médaille d'or en slalom debout masculin aux Jeux de Vancouver en 2010, Adam a ajouté une médaille de bronze en super combiné aux Jeux de 2018 à PyeongChang avant de remporter sa deuxième médaille d'or en slalom.
Corey Peters (LW12-1) a lui aussi déjà remporté une médaille, c'était l'argent en slalom géant aux Jeux paralympiques d'hiver de Sotchi en 2014 et le bronze en descente aux Jeux de PyeongChang en 2018. En janvier 2022, Corey a obtenu une quatrième place en slalom géant aux Championnats du monde de sports para-neige. Corey n'a commencé le ski assis qu'en 2011 après qu'il a eu subi un écrasement de la moelle épinière lors d'une épreuve de motocross en septembre 2009.
En catégorie assis, la délégation est complétée par Aaron Ewen (LW11) qui a remporté ses premiers podiums internationaux en février 2017. À l'age de seize ans, il a un grave accident pendant une compétition de VTT de descente, subissant une blessure à la moelle épinière qui l'a laissé sans mouvement dans ses jambes. Il a été sélectionné dans l'équipe des Jeux paralympiques d'hiver de 2018 pour Pyeongchang, mais a dû se retirer en raison d'une blessure.